# Medal of Honor: Frontline
Medal of Honor: Frontline – czwarta część serii Medal of Honor stworzona przez Danger Close Games i wydana przez Electronic Arts. W rozgrywce jednoosobowej gracz wciela się w Jimmy'ego Pattersona z amerykańskiego OSS, lądującego w Normandii podczas D-day, a następnie przemierzającego zachodnią Europę ogarniętą II wojną światową.